# ボニファシオ
ボニファシオ、またはボニファーチョ（フランス語/イタリア語:Bonifacio、コルシカ語:Bunifaziu）は、フランス、コルシカ島、コルス＝デュ＝シュド県の都市。

## 地理
ボニファシオは地中海に面したコルシカ南岸唯一の主要港で、ボニファシオ海峡を挟んでサルデーニャ島と向かい合う好位置にある。その面積は広く、沖合に浮かぶラヴェッジ諸島も含まれている。フランス・メトロポリテーヌ最南端のコミューンとして北はフィガリと、北東はごく狭い範囲でポルト＝ヴェッキオと接する。境界線はおおよそ東西に伸び、西のヴァンティレーニュ湾から東のサンタマンザ湾へと走り、2地点で海岸線に至る。面積は75km2である。高速道N198が東岸沿いに北進し、N196は西岸沿いに北へ向かう。
ボニファシオ沖の島々はフランス領で面積794.6km2の範囲に分布しており、ボニファシオ海峡海洋公園を構成している。1993年には自然保護に加え、海峡を航行する船舶が運ぶ危険な化学物質による汚染防止のため、フランス＝イタリア間で合法的に共存をはかる取り決めが交わされた。1999年にはこの地域の土地を詳述し『ボニファシオ海峡内の野鳥その他植生、魚類及び自然全般の保護』を目指す政令が施行された。

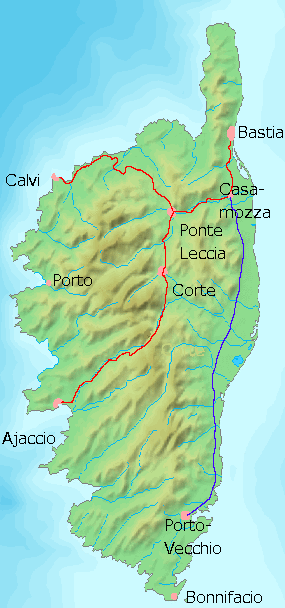
コルシカの地図

コルシカ島南岸はボニファシオ近辺にチョーク色の石灰岩が露出しており、波に侵食された険しい断崖が続く不規則な景観となっている。わずかに内陸にある石灰岩層は、対岸のサルデーニャ島とコルシカ島を形成する花崗岩層の一部である。ボニファシオ港をいだく同名の湾はフィヨルドに似た渓谷で、指状の岬（長さ1.5km高さ200m）によって外海から隔てられている。氷期後期の海面は現在より低く沖合の島々はつながっていて、コルシカ高地へ向かう谷の名残りが現在の渓谷である。市の南側は断崖が続く地形だが、市の北側に港に適する地形があり天然の良港として発展してきた。港は最大喫水3.5m、広さは旧式の船や現代の小艦船を迎えるには十分である。
ボニファシオ市街は2つに大別され、一方の海岸部に対して他方の旧市街（vieille ville）が位置する高台には、地中海を見下ろすシタデルがある。この城塞はボニファシオが開かれた9世紀に建設が始まって以降、数回の修復と再建を重ね、近年までフランス外人部隊の支部として機能してきた。今日は博物館が置かれている。多くの住民は伝統的に、隣接するシタデルに守られた「山の手」（la Haute Ville）で暮らしてきた。坂を下り傾斜地の居住区（la marine）を抜けると、港湾施設の先に小島の浮かぶ狭い浅瀬が見える。振り返ると谷をのぼる住宅地は線状の景観をなし、その一部は遠く東へ東へと伸び、第3の住宅地サン・ジュリアンに至る。
市街とその防衛施設の一部は崖の頂きに沿って発展し、標高およそ70mに達する。断崖の足もとは海食によってえぐられ、切り立った縁から張り出すようにして建物が並ぶ。また、しばしば海岸に降りる細い階段が崖に刻まれるようにして作られている。海から眺める町は日光を受けて白くきらめき、まるで眼下に広がる荒れ狂う海の上に吊り下げられたようにさえ見える。

## 歴史

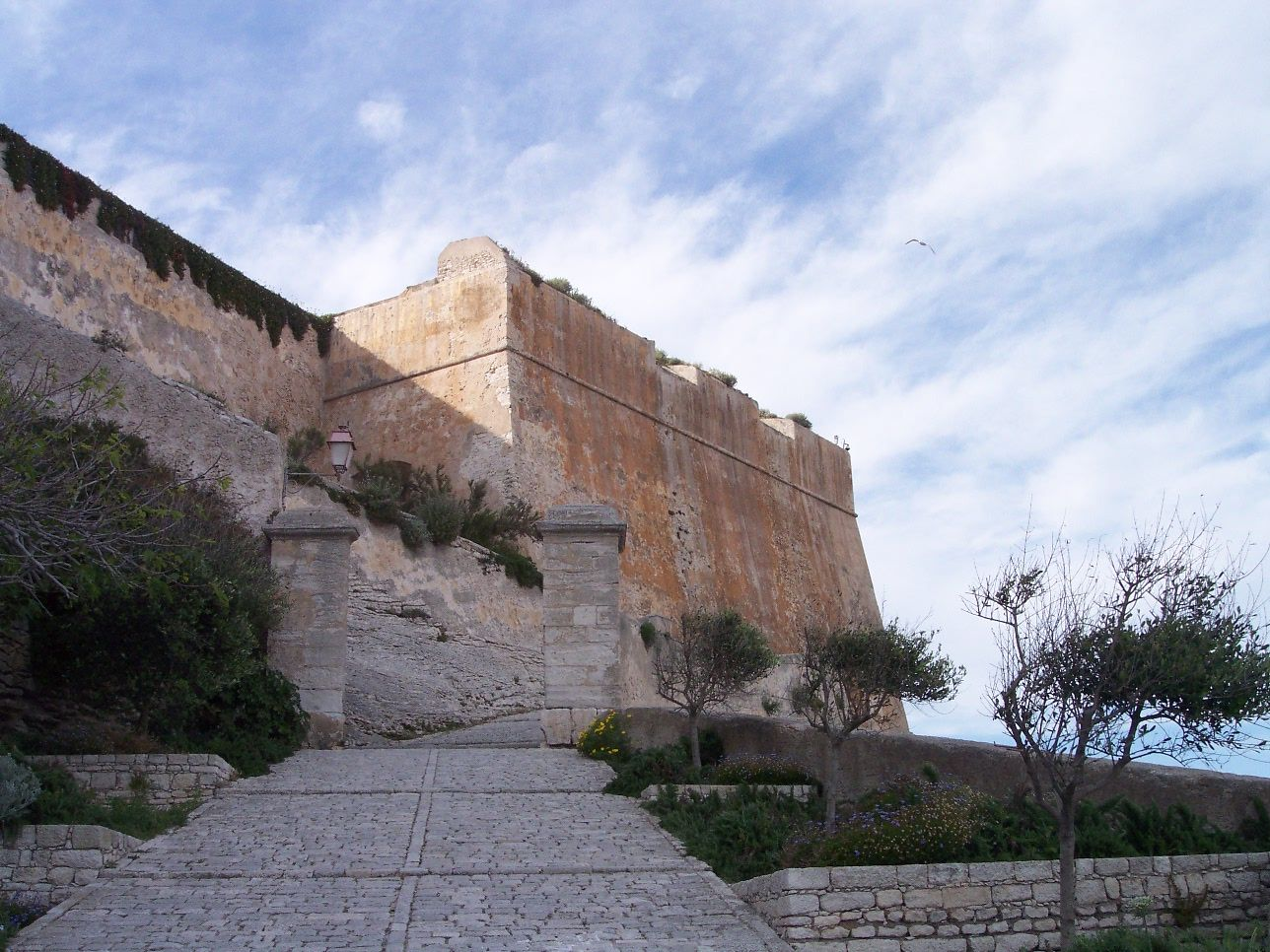
シタデル

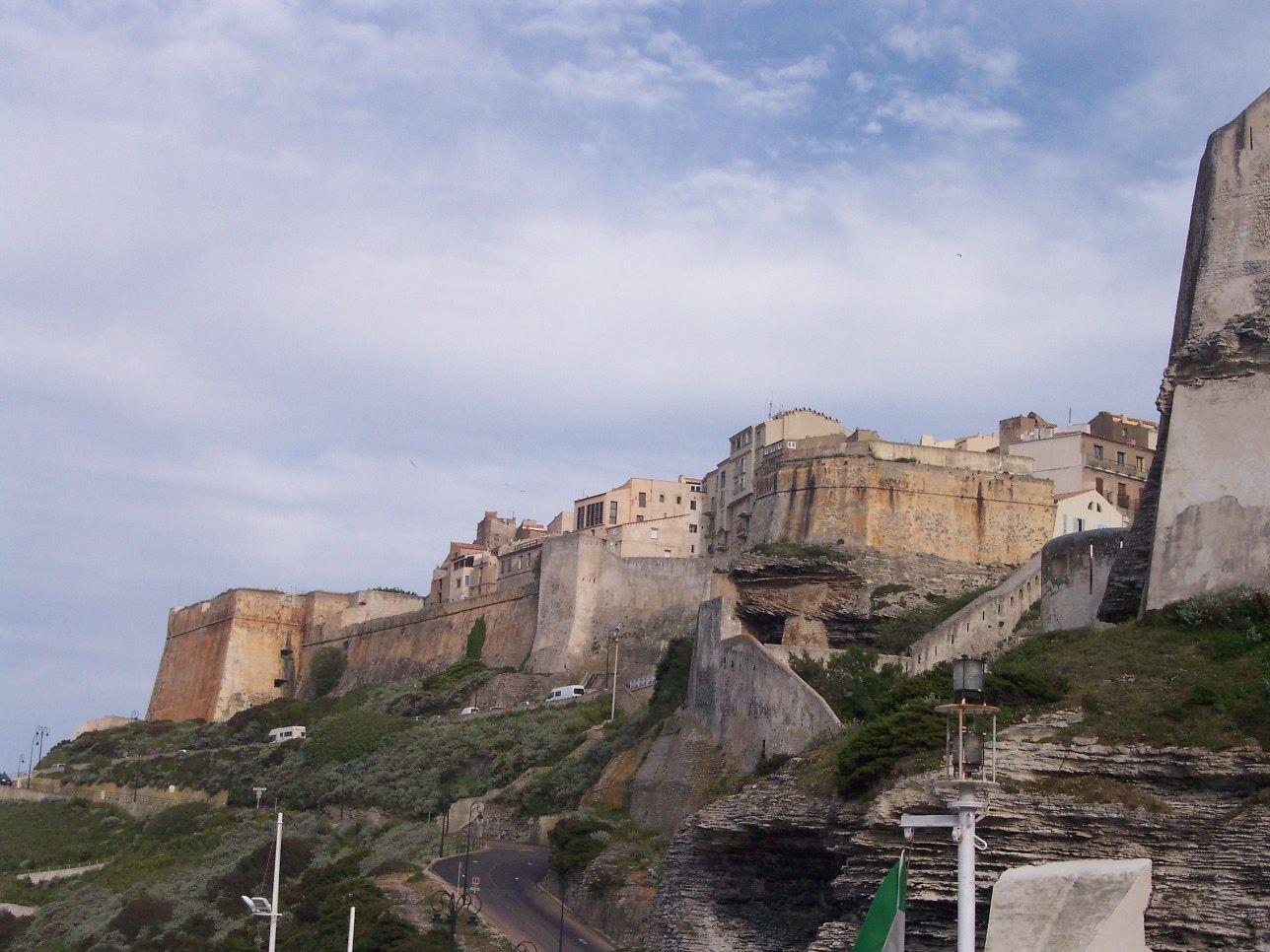
港から見たシタデル

### 先史時代
ボニファシオには2箇所の先史時代の遺跡がある。町の北へ向かうN96道路上のカペッロ村近くにある、アラギナ＝センノラの古代の洞窟と、さらに北のフィガリに近いヴァスクラッシウの墳墓である。アラギナ＝センノラ洞窟は、有名な『ボニファシオの貴婦人』（およそ紀元前6570年と炭素測定された）の埋葬地である。旧石器時代後期でも新石器時代初期でもないとされる。そしてヴァスクラッシウの墳墓は、巨石文化時代に属しており、新石器時代中期から存在している。2つの立石の並列と、サルデーニャ島モンテ・アクリ産の黒硅石の広範囲利用は、古代からコルシカ内陸へ至るルートがボニファシオ湾に存在したことを示している。

### 古代ローマ時代
ローマ時代、コルシカ南端部の唯一の記録はプトレマイオスのものである。彼はマリアヌム岬と町を同等に記し、地図上に区画し、コルシカ島南部の最も遠い場所を露わにした。東海岸の人々が載せられた後、プトレマイオスは『スバサニ（古代ギリシャのSoubasanoi）はさらに南である』と述べた。
人々はその記載がされた直後に登場せず、町と岬も確認されておらず、ローマ街道もそこには何も示されていなかった。唯一の公式の道路、コルシカ街道は、古代ローマの記述者Antonini Itinerariumによれば、マリアナにあるローマ人のカストラ（en）と、東海岸のアレリア、さらに南のパラスの間とを通っていたという。プトレマイオスは、パラスはマリアヌムの北、東海岸にあったと曖昧に記した。さらに南へ至る痕跡も小道も記録されなかったが、それらの記録は顕著なローマの交易をも運んでいったようである。
海峡を渡る海上交通はめざましく、良港を放置しそうになかった。マリアヌムの町としてのボニファシオを確定するにあたり、マリアヌム岬の位置のためにその候補地として最も頻繁に選ばれたのは、コルシカ最南端地点であるペルトゥサト岬で、港の9km東にあった。第二の可能性は、シアッピリ村近郊の砂浜ピアンタレッラにつながる1世紀のローマ遺跡、そしてスペローネ・ゴルフ・コースの場所（ボニファシオ西部の郊外型余暇施設）である。しかし、これらの遺跡はローマ時代の別荘（villa）と砂浜があったことを示しており、港として余暇に適した場所として少々価値があったにすぎない。さらに、別荘はマリアヌム住民の所有であったらしい。

### トスカーナ支配

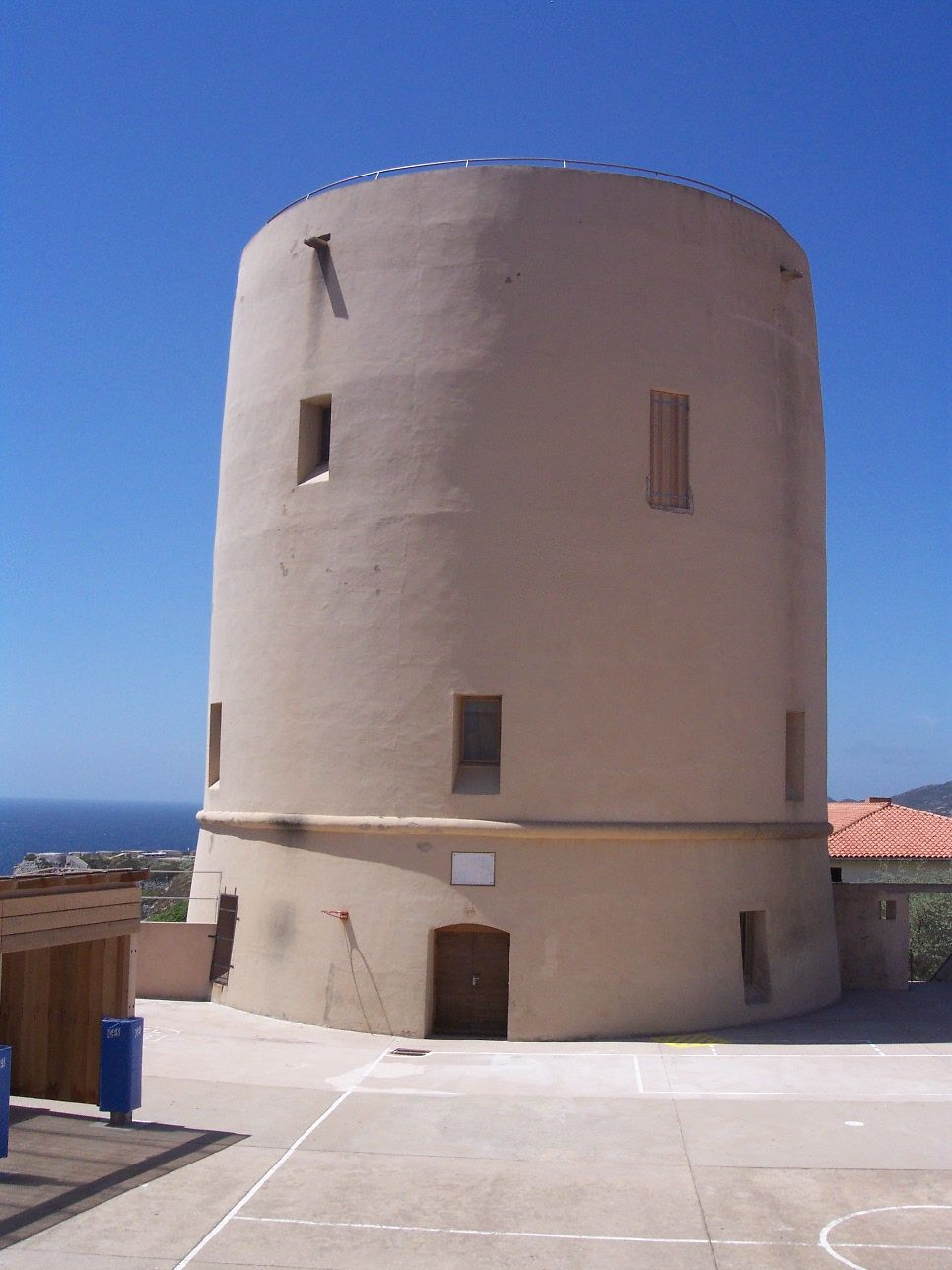
イル・トッリオーネ

コルシカ島は、469年にヴァンダル族の王ガイセリックに占領され、534年には東ローマ帝国領となった。ランゴバルド族が725年に再び島を奪い、カール大帝が774年に彼らを一掃した。彼は島を教皇庁へ引き渡した（教皇庁はゲルマン民族による島の荒廃に最も強力な非難をしていた）。806年にはイベリア半島を征服していたムーア人が島を征服し、短期間治めたが、828年に教皇庁がトスカーナ辺境伯に島の防衛を命じた（当時のトスカーナ辺境伯は、名目上イタリア王国の支配下にある神聖ローマ帝国に従属する、強力な国であった）。
目に見えて今日のボニファシオ市街は、828年に初代トスカーナ辺境伯となったコロンナ家のボニファーチョ2世にちなんだ地名と要塞によって形作られた。ボニファーチョ2世は北アフリカにおけるサラセン人制圧のため海軍遠征を率い、帰国後に難攻不落の要塞と、トスカーナ辺境伯所有の海軍基地を建設した。これはさらに遠く離れた辺境での防衛のためであった。シタデルの大半は9世紀の後のものであるか、日付が定かでないものだが、円形の塔であるイル・トッリオーネは、原型のシタデル時代からその一部であることが確かである。
11世紀初頭、マッサ侯グリエルモ・マラスピーナがトスカーナ辺境伯となる。11世紀後半から、島の領有をめぐりジェノヴァ共和国とピサ共和国が争うようになった。
1146年、ローマ教皇エウゲニウス3世は、コルシカ島の領有と権限をピサ共和国のものと確認した。
1211年、神聖ローマ皇帝オットー4世は、ジェノヴァに対しボニファシオをピサへ返還するよう要求した。
1270年、ローマ教皇ボニファティウス8世が、コルシカ及びサルデーニャをアラゴン王ハイメ2世の封土とした。
1276年、ボニファシオのポデスタ（司法権を持つ市長）パスカル・ダ・マールがジェノヴァ共和国に臣従を誓った。
1523年、黒死病の大流行で、ボニファシオの人口5000人のうち約4300人が死亡。
1559年、カトー・カンブレジ条約によって、ボニファシオがジェノヴァへ返還される。
1736年、ドイツ人冒険家テオドール・フォン・ノイホーフが、ジェノヴァで亡命コルシカ人の支持を得てコルシカへ上陸。チュニスのベグの軍事協力を得てコルシカ王テオドール1世を僭称、住民に支持された。しかし島の実権を握るフランスとジェノヴァによって島を追放された。
1764年、コルシカ独立戦争平定のため、シャルル・フランソワ・デュムーリエが派遣された。
1789年12月、憲法議会によって、ボニファシオ全体が同名のコミューンとして再編された。

## みどころ
町の魅力と牧歌的な砂浜に近接していることが、夏期に人気のある観光地（フランス本土からの観光客が優勢）となっているゆえんである。
- アラゴン王の階段　-　1420年のボニファシオ包囲戦の際、アラゴン王アルフォンソ5世が掘らせたという言い伝えがある、崖の階段。
- グラン・ド・サーブル
- マドネッタ灯台

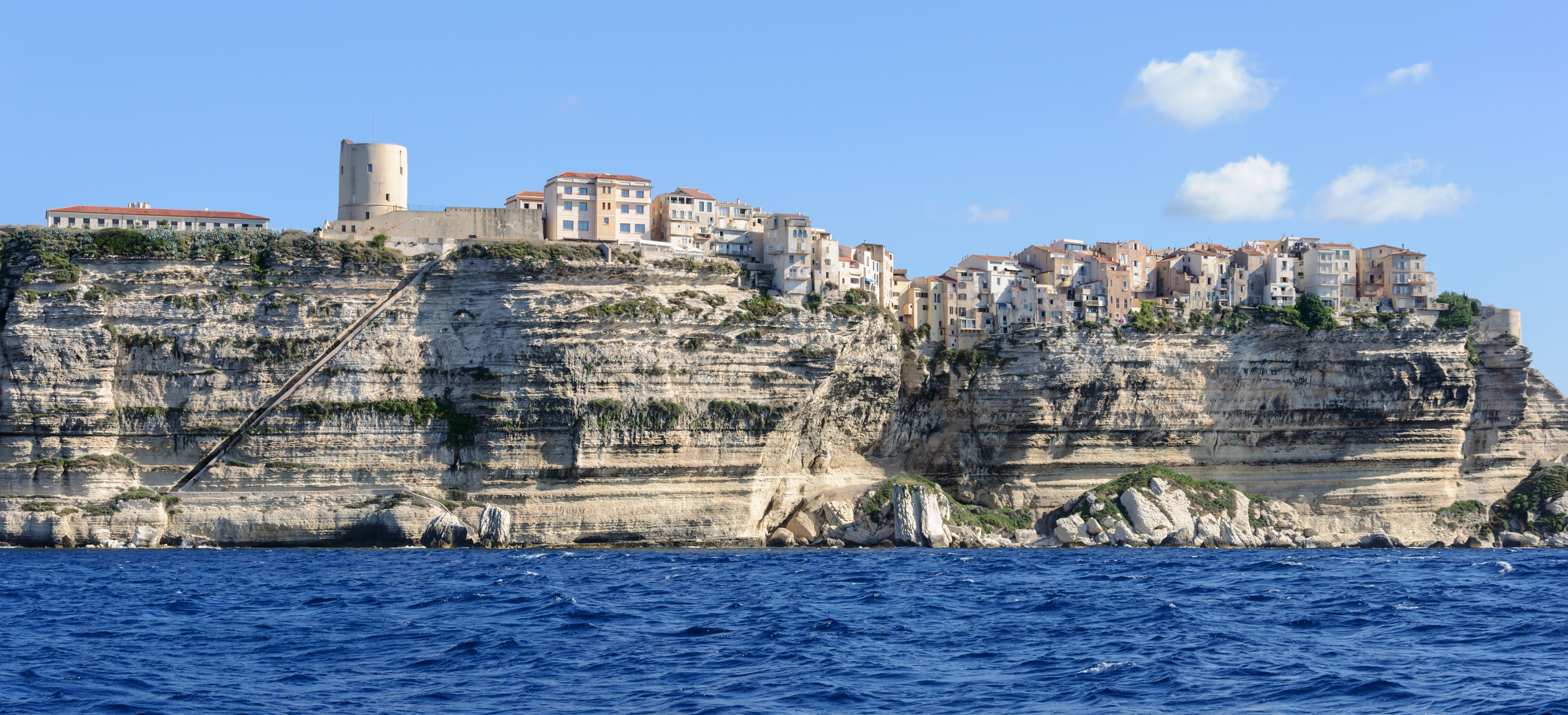
アラゴン王の階段
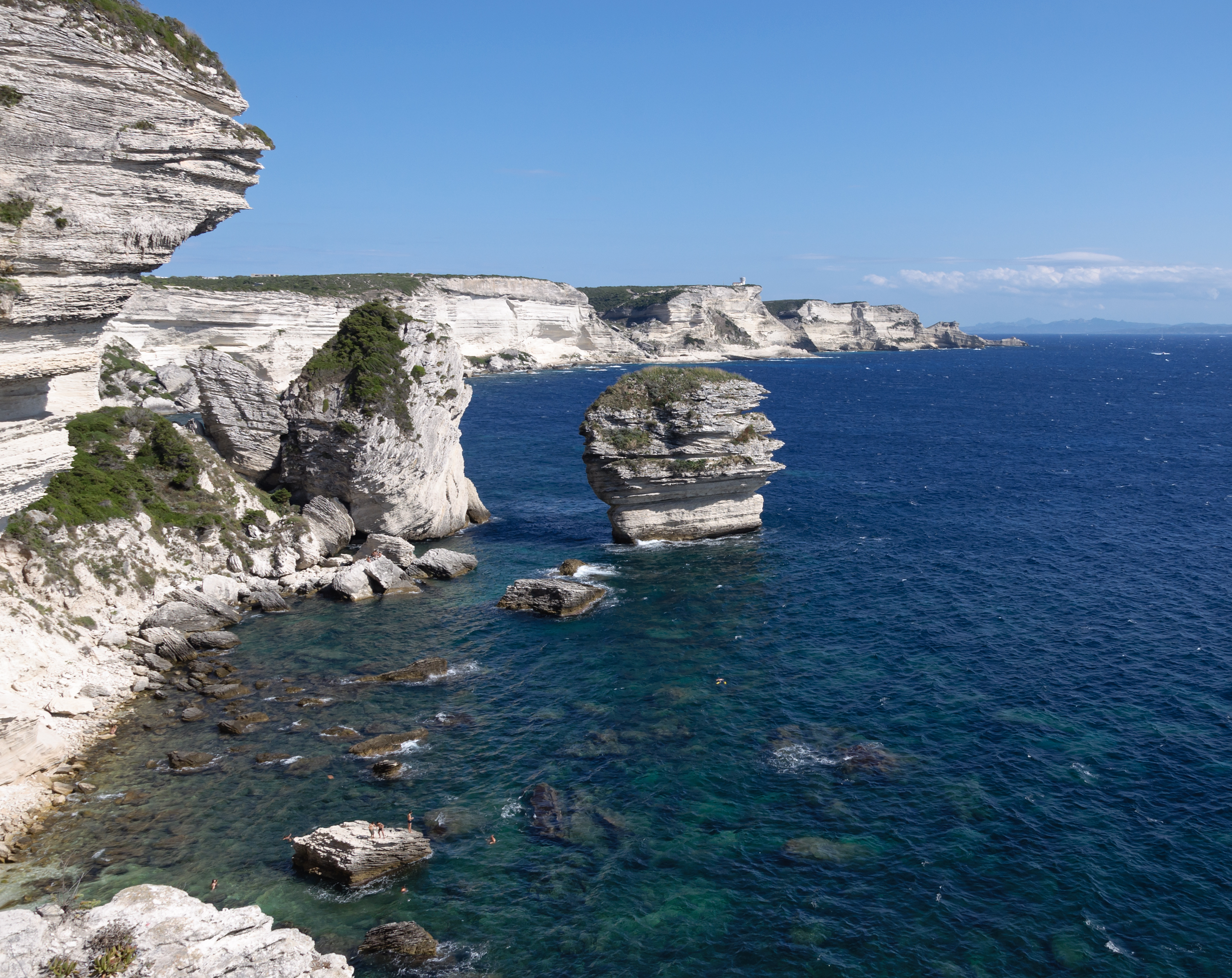
グラン・ド・サーブル
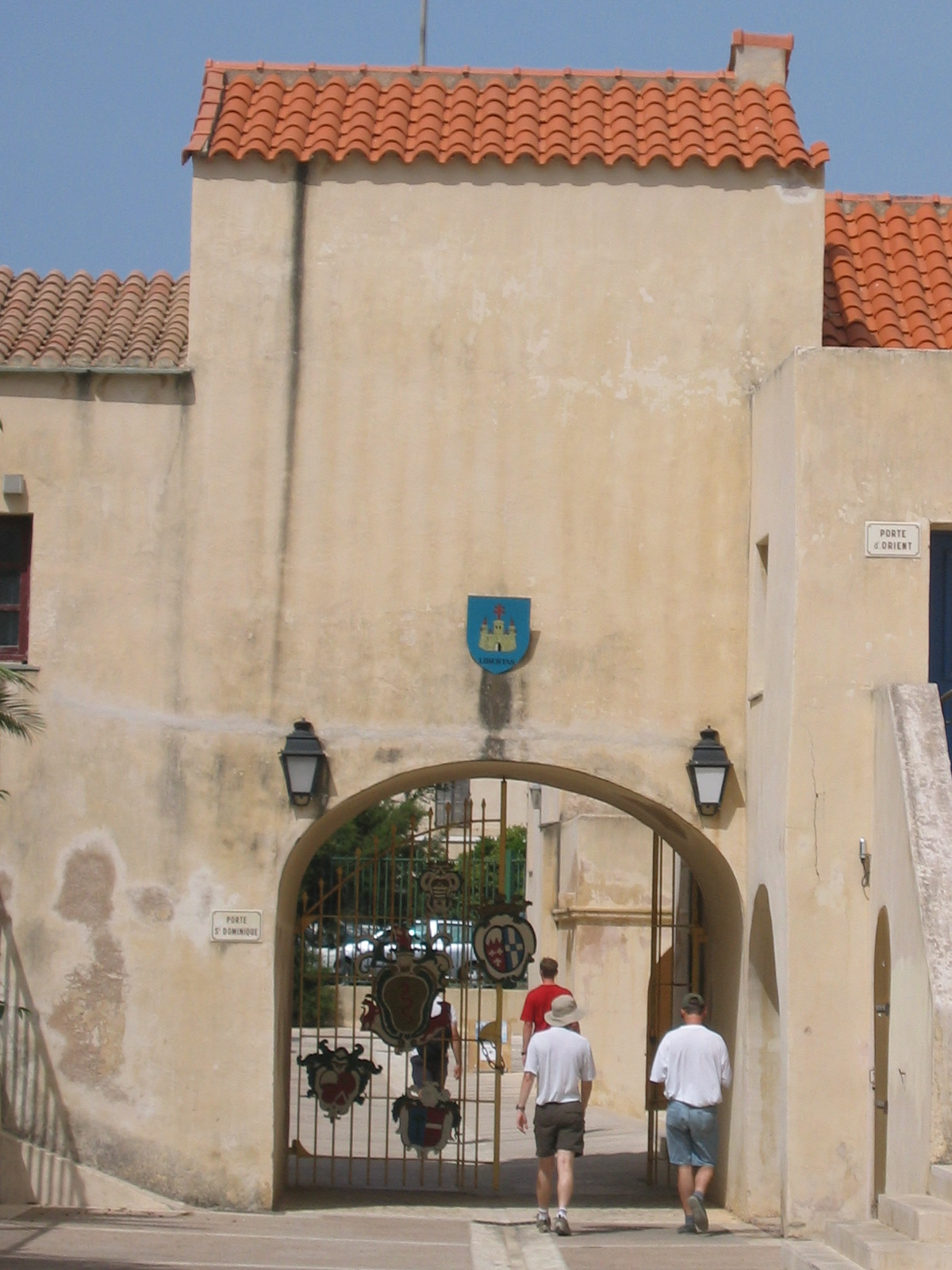
市街のサン＝ドミニク門
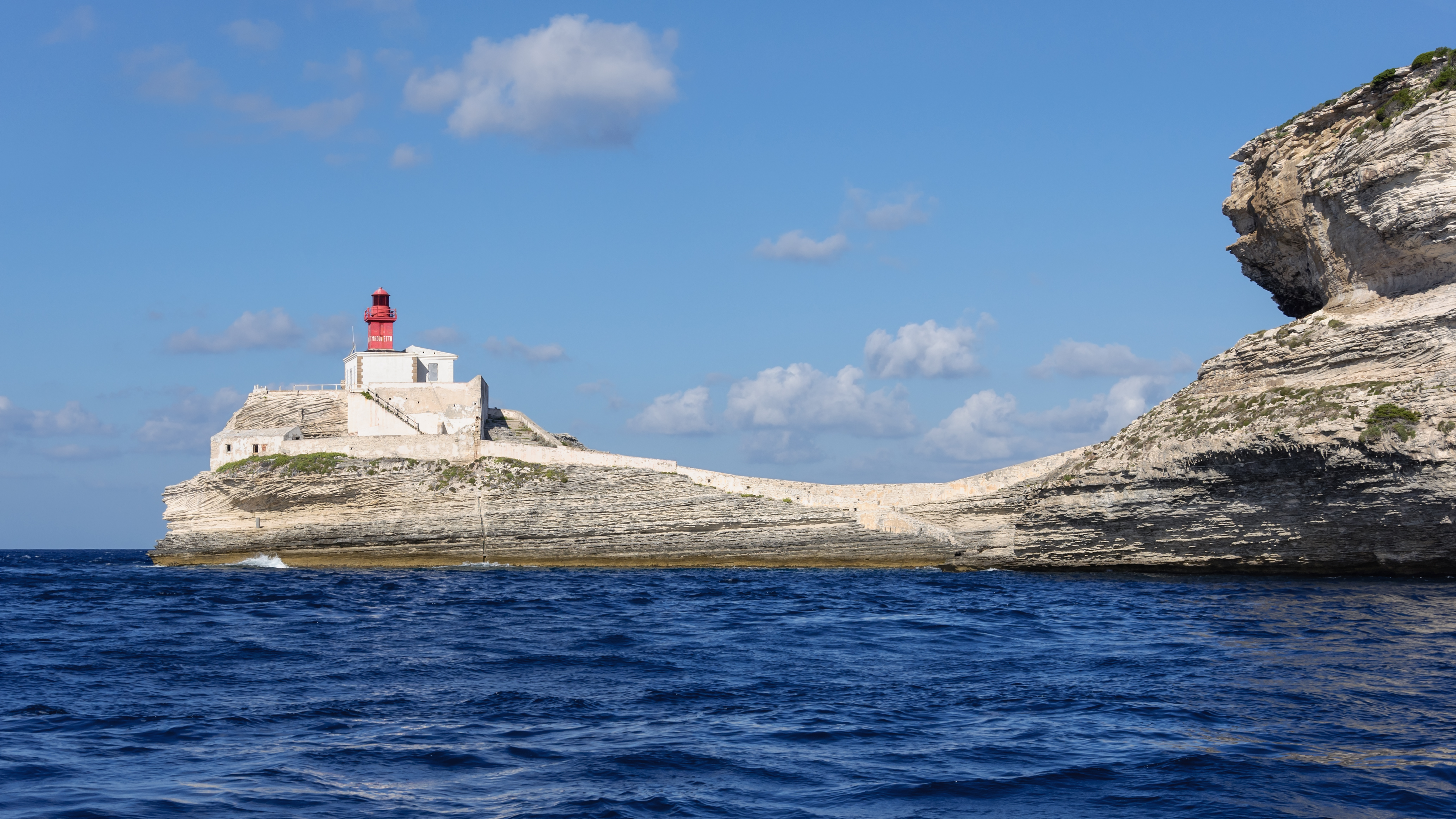
マドネッタ灯台

## 交通
ボニファシオへのアクセスは、フィガリ国際空港（車かタクシーで）か、サルデーニャ島との間を航行するフェリー（飛行機より倍の便数がある）で可能である。

## 出身の著名人
- トマソ・マリア・ジリャラ (1833年-1893年) - カトリックの枢機卿
- マリー＝ジョゼ・ナト　-　俳優。1974年度カンヌ国際映画祭 女優賞受賞者

## その他
- ボニファシオは、ギ・ド・モーパッサン作の短編Vendetta（1883年）の舞台となっている